# 箕面川ダム
箕面川ダム（みのおがわダム）は大阪府箕面市、一級河川・淀川水系箕面川に建設されたダムである。
大阪府が管理する府営ダムで、高さ47メートルのロックフィルダム。箕面川及び合流先の猪名川（いながわ）の洪水調節と、箕面川の流水機能を維持する目的で国庫の補助を受けて建設された補助治水ダムである。ダムによって形成された人造湖はゆうゆうレイクと命名された。このダム付近一帯は、明治の森箕面国定公園に指定されている。

## 地理
箕面川は、西日本最大級の河川・淀川の支流である神崎川に合流する、猪名川に注ぐ小支流である。北摂丘陵の明ヶ田尾山と鉢伏山を水源として山地を下り、大阪府箕面市、池田市、豊中市と兵庫県伊丹市を流れて猪名川へ注ぐ。流路延長15.0キロメートル、流域面積23.6平方キロメートルでその半分は山地で占められているが、下流部は都市河川となっている。途中には名勝である箕面の滝があり、付近一帯は明治の森箕面国定公園にも指定され大阪府民の憩いの場ともなっている。

## 沿革
箕面川は上流部を比較的急峻（きゅうしゅん）な峡谷が形成する一方、下流部は大阪市のベッドタウンとして戦後人口が増加の一途をたどっていた。しかし、こうした地形と流域の条件は集中豪雨や台風による水害に弱い土地柄であり、河川改修も宅地増加によってままならない状態であった。その中で1967年（昭和42年）7月に大阪府北部地域、通称北摂と呼ばれる地域を集中豪雨が襲った。いわゆる北摂豪雨であるが、この豪雨によって造成盛んであった千里ニュータウンを始め猪名川流域は大小の河川が氾濫し、死者を含む多大な被害を受けた。
この北摂豪雨を機に大阪府は当時の知事であった黒田了一によって、猪名川流域の抜本的な河川改修を進めることになった。猪名川本流部は兵庫県を主な流域としており、大阪府として対応が取れなかったため、猪名川の支流で大阪府内を流域とする箕面川、及び猪名川同様神崎川に合流する安威川を対象とした河川改修を行うことにした。しかし下流部は大阪市内より約20キロメートル圏内の近郊住宅地として宅地の増加が著しく、加えて1970年（昭和45年）の日本万国博覧会を機に名神高速道路や東海道新幹線、大阪国際空港が整備されて物流拠点にもなり堤防の整備や川幅の拡張は大幅な住居・工場・道路・鉄道移転を伴うことから、補償費が莫大なものになることが予想され、事実上不可能に等しかった。
そこで大阪府は下流の河川改修よりも費用対効果で優位なダムによる治水対策を採用。箕面川と安威川にダムを建設して下流地域への洪水調節を図ろうとした。これによって計画されたのが箕面川ダムと安威川ダムであり、箕面川ダムは箕面の滝直上流部に建設が1968年（昭和43年）より進められたのである。

## 目的
ダム建設予定地には人家や田畑はなく、こうした一般補償については皆無であった。しかし当該地域は1967年に明治の森箕面国定公園に指定されており、国定公園特別地域として環境面での対策が大きな課題であった。このためダム建設に際して事業者である大阪府は周辺地域の環境調査を実施し、箕面の滝の水質維持や周辺山林の緑化対策、ニホンザルの生態系維持などに特段の注意を払うことになった。
1972年（昭和47年）よりダム本体建設に着手したが、本体建設において大阪府は予め自然環境保全に関する基本方針を定め、可能な限り早期に植林などの緑化対策を実施して自然環境を可及的速やかに復元する方針を採った。ダムの型式については、ダム建設予定地の地盤が砂岩や粘板岩など余り堅固でない地盤であったことから、経済性の観点でロックフィルダムを採用することになったが、土砂と岩石を原材料とするロックフィルダムの場合、原材料を採取する原石山（げんせきやま）において慎重な対策が採られた。ダム本体の建設が完了する際に原石山については早々に植林など緑化対策を行って、早期に環境の原状復帰を促したのである。ダムは1983年（昭和58年）に完成したが、こうした環境対策によって箕面川ダム周辺の緑化は比較的早い段階で進行、ダム完成後も継続的な緑化対策が講じられた。こうした活動が認められ、1993年（平成5年）には環境庁（現・環境省）より環境賞を受賞している。
最大の目的は洪水調節であり、北摂豪雨における洪水を基準として、ダム地点において毎秒125立方メートルの計画高水流量を毎秒109立方メートルカットし、下流には毎秒16立方メートルのみを放流する。そして治水基準点である石橋地点で毎秒400立方メートルの洪水を毎秒315立方メートルにまで軽減させる役割を持っている。また、毎秒0.08立方メートルから0.14立方メートルの水量を一定に放流し、箕面川の流量を維持して涸れ川化を防ぎ、生態系を保護する不特定利水の目的も有する。
これら二つの目的は何れも治水目的に入り、多目的ダムのように上水道・工業用水道供給や水力発電などの利水目的は有さない。こうした治水に目的を限定したダムを治水ダムと呼ぶが、箕面川ダムは国庫の補助を受けて建設が進められた補助治水ダムである。この制度は1968年に発足し秋田県の旭川治水ダム（旭川）を皮切りに日本各地に建設されたが、箕面川ダムはその初期例である。なお、箕面川ダムと同時期に建設が計画された安威川ダムは、水没予定地の住民による反対運動が長期化し、転流工の着手は2012年12月、ダム本体建設の着手は2014年3月となった。2020年10月現在、2022年の完成を目指して工事が続けられている。また、箕面川ダム完成の同年には猪名川上流部の支流・一庫大路次川に一庫ダムが完成し流域の治水対策が強化されたが、同じ猪名川支流・余野川に建設が予定されていた余野川ダムは2008年に建設が中止されている。

## ゆうゆうレイク

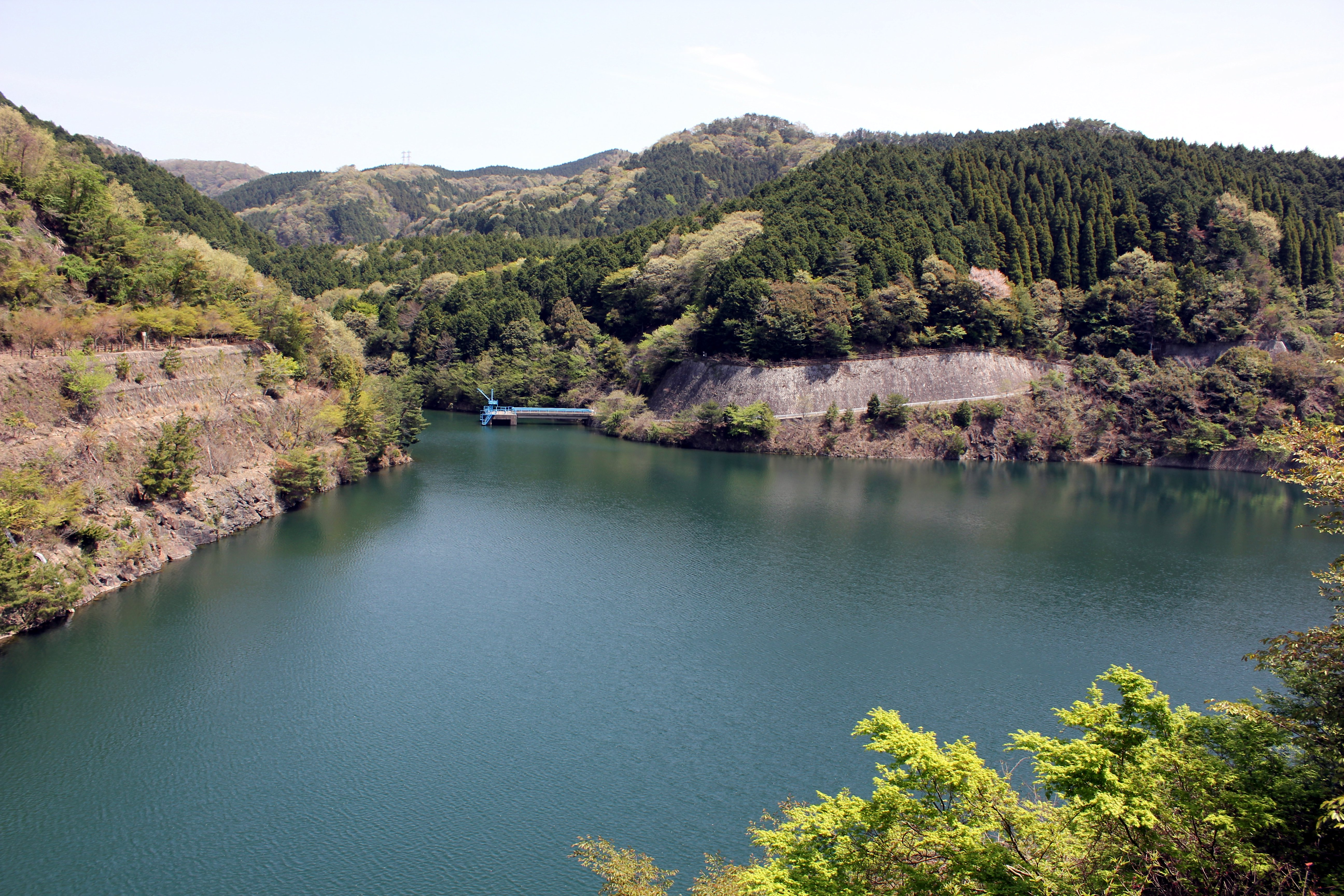
ゆうゆうレイク

箕面川ダムによって形成された人造湖は、1988年（昭和63年）にゆうゆうレイクと命名された。人造湖に「レイク」とカタカナ表記で命名されたのは箕面川ダムが日本唯一であり、ひらがなとカタカナのみで命名された人造湖としても日本唯一で、特徴のある名称になっている。「ゆうゆう」は「遊」と「悠」の意味であり、老人や子供にも利用される憩いの場になってほしいという願いが込められている。
ダムおよびゆうゆうレイクは明治の森箕面国定公園に指定されており、すぐ下流には箕面の滝を筆頭とした箕面渓谷がある。春の新緑や秋の紅葉が見事であり、ダム下流の駐車場から箕面渓谷を散策することが可能であるため、多くのハイキング客で行楽シーズンは賑わう。この遊歩道よりダム真下まで行くことも可能である。ただし、ゆうゆうレイクは管理上の問題から釣りをすることが陸釣り・湖上の釣り共に厳禁となっている。しかしこうした規制にもかかわらず立入禁止区域に侵入して釣りを行う釣り客は後を絶たず、問題になっている。
箕面川ダム・ゆうゆうレイクへは公共交通機関では阪急千里線北千里駅または北大阪急行・千里中央駅より阪急バス29系統・北摂霊園または希望ヶ丘四丁目行きを利用して「勝尾寺」停留所下車、その後徒歩で到着する。本数が少ない上、毎年正月三が日やお盆時期は周辺道路の著しい渋滞により、運行に支障が出る為運休となり、その場合は箕面市内の麓にあるバス停まで乗車し、そこからは登山道を徒歩で向かう方法しかないので注意が必要である。自家用車の場合は府道43号または府道4号を勝尾寺方面へ向かう。ただしこの周辺はニホンザルが多数生息する地域として知られ、道路上に居座ることもあるので運転には注意が必要である。またいかなる場合でもサルにエサを与えることは箕面市の条例で禁止されている。また前述の通り、正月三が日とお盆時期は勝尾寺へ向かう車で渋滞する為、訪問の際は注意が必要。

## 観光
箕面川ダムは釣り客の穴場となっているが、実際に釣りが出来る場所は多くは無い。麓へ降りる道は柵によって閉鎖されており、全景の写真が取れる場所が無いのが難点である。
駐車場は一切完備されておらず、道も一本道となっている。また付近は交通量が多いため駐車は追突の危険さえある。ダムへ行くには自己責任となっている。